# Belles à mourir
Pour plus de détails, voir Fiche technique et Distribution.
Belles à mourir (Drop Dead Gorgeous), ou Beautés fatales au Québec, est un film américano-allemand réalisé par Michael Patrick Jann, sorti en 1999. Échec commercial lors de sa sortie, le film a acquis au fil des années le statut de film culte,.

## Synopsis
À Mount Rose, dans le Minnesota, une équipe de journalistes suit le concours de beauté annuel, comptant pour la sélection de Miss America Junior, qui représente la seule chance pour les adolescentes du coin de s'éloigner des champs de vaches et des usines de saucisses. Et pour être sacrées gagnantes, ces ambitieuses jeunes femmes n'ont que deux routes qui s'offrent à elles : celle de l'espoir ou celle du meurtre.
Si la jeune et pauvre Amber, qui vit dans une caravane et dont la mère ne cesse de fumer et de boire, a choisi l'espoir comme la plupart des candidates, la mère de Rebecca « Becky » Leeman, Gladys, directrice du comité organisateur, préfère opter pour le crime dans le but de faire élire sa fille, comme elle l'a été quelques années auparavant.
Après avoir recruté des juges plus ou moins sous sa coupe ou celle de son mari (dont les entreprises sponsorisent le concours), elle tue ou élimine peu à peu les rivales de sa fille : explosion de tracteur, intoxication, chute d'objets, etc. La mère d'Amber échappe de peu à la mort dans l'explosion de sa caravane, mais Amber continue le concours, et en dépit de l'acharnement du sort et des juges envers elle, parvient à subjuguer le public en finale. Heureusement pour Gladys, les juges sont bien à ses ordres, et élisent Rebecca Miss Mount Rose ; Amber finit première dauphine.
Lors de la parade finale, le char de Becky, fabriqué au Mexique et à cause de cela imprégné d'essence, prend feu après que sa mère allume des bâtons à étincelles dessus. Becky meurt et Gladys se retrouve en prison pour avoir avoué, sous le coup du chagrin et de la frustration, le meurtre de l'une des candidates. Amber est nommée miss Mount Rose en remplacement ; cela lui permet de passer à l'étape suivante, la finale de l'État.
Lors de cette phase, les candidates sont toutes intoxiquées par des salmonelles, sauf Amber qui ne mange jamais de crustacés. Elle se retrouve alors en finale nationale de Miss America Junior à Lincoln, Alabama, pour découvrir que l'entreprise sponsorisant le concours a fait faillite. Elle retourne donc à Mount Rose, où Gladys s'est retranchée dans un édifice et tire sur tout ce qui bouge. Une journaliste parlant à la caméra est touchée : Amber prend le micro et continue le flash spécial. Elle est ensuite recrutée pour une chaîne d'information en tant que présentatrice du journal de 23 heures.

## Fiche technique
- Titre original : Drop Dead Gorgeous
- Réalisation : Michael Patrick Jann
- Scénario : Lona Williams
- Musique : Mark Mothersbaugh
- Direction de la photographie : Michael Spiller
- Montage : David Codron et Janice Hampton
- Décors : Ruth Ammon
- Direction artistique : Maria L. Baker
- Costumes : Mimi Melgaard
- Montage : David Codron et Janice Hampton
- Distribution des rôles : John Papsidera
- Production : Judy Hoffund (producteur), Gavin Polone (producteur), Michael Nelson (coproducteur), Donna Langley (productrice exécutive), Claire Rudnick Polstein (productrice exécutive), Lona Williams (productrice exécutive), New Line Cinema, Capella International et KC Medien (sociétés de production)
- Sociétés de distribution : New Line Cinema ; Metropolitan Filmexport ; Icon Film Distribution
- Format : couleur - 1,85:1 - 35 mm - son DTS / Dolby Digital / SDDS
- Budget : 10 000 000 $
- Pays de production :  États-Unis ;  Allemagne
- Genre : comédie noire
- Durée : 97 minutes
- Dates de sortie :
  - États-Unis et Canada : 23 juillet 1999
  - France : 2 février 2000
- Classification :
- France : tous publics[3]

## Distribution
- Kirsten Dunst (VF : Marie-Eugénie Maréchal ; VQ : Violette Chauveau) : Amber Atkins
- Ellen Barkin (VF : Élisabeth Wiener ; VQ : Linda Roy) : Annette Atkins
- Allison Janney (VF : Laure Sabardin ; VQ : Madeleine Arsenault) : Loretta
- Denise Richards (VF : Barbara Delsol ; VQ : Julie Burroughs) : Rebecca « Becky » Ann Leeman
- Kirstie Alley (VF : Déborah Perret ; VQ : Claudine Chatel) : Gladys Leeman
- Mindy Sterling (VF : Jocelyne Darche ; VQ : Johanne Garneau) : Iris Clark
- Brittany Murphy (VF : Chantal Macé ; VQ : Christine Bellier) : Lisa Swenson
- Sam McMurray (VF : Jean-Louis Faure ; VQ : Pierre Auger) : Lester Leeman
- Amy Adams (VF : Aurélia Bruno ; VQ : Viviane Pacal) : Leslie Miller
- Laurie A. Sinclair (VF : Véronique Alycia) : Michelle Johnson
- Michael McShane (VF : Jean-Michel Farcy ; VQ : François L'Écuyer) : Harold Vilmes
- Will Sasso (VQ : Louis-Georges Girard) : Hank Vilmes
- Nora Dunn (VQ : Anne Bédard) : Colleen Douglas
- Brooke Bushman (VF : Sauvane Delanoë) : Tammy Curry
- Casey Garven (VF : Vincent Barazzoni) : Brett Clemmens
- Thomas Lennon (VF : Thierry Ragueneau) : Max, le journaliste
- Matt Malloy (VF : Jean-François Aupied ; VQ : Luis de Cespedes) : John Dough, le pharmacien et juge du concours
- Jon T. Olson (VF : Tony Marot) : Pat, le petit ami de Leslie
- Alexandra Holden : Mary Johansen
- Mary Gillis (VF : Michelle Bardollet) : Chloris Klinghagen
- Adam West : lui-même
- Kristin Rudrüd : Connie, la dame des produits à base de porc
- Patti Yasutake : Madame Howard

 Source et légende : version française (VF) sur RS Doublage
 Source et légende : version québécoise (VQ) sur Doublage.qc.ca

## Production
Le tournage a lieu du 27 juillet au 11 septembre 1998 dans le Minnesota.

## Accueil
Belles à mourir a obtenu dans l'ensemble des critiques mitigées : sur le site Rotten Tomatoes, le film a obtenu 45 % d'avis favorables (29 commentaires positifs et 36 commentaires négatifs), et 38 % des « Top Critics » (8 commentaires positifs et 13 commentaires négatifs) et sur le site Metacritic, il a obtenu 28 sur 100 basé sur 28 critiques. De plus, le résultat au box-office n'a pas été le succès escompté, avec seulement 10,5 millions de dollars de recette aux États-Unis pour un budget estimé à 15 millions. Mais la critique de presse française a mieux accueilli le film : sur le site AlloCiné, la note moyenne des critiques presse est de 3,5 sur 5 (10 commentaires positifs).
Le film ne rencontre pas de véritable succès commercial à sa sortie en salles, puisqu'il a rapporté 10 571 408 $ aux États-Unis. Le film totalise 67 326 entrées en France  et 19 616 entrées en Suisse.

## Autour du film
- Belles à mourir devait s'intituler initialement Dairy Queens, mais dû être modifié car la société propriétaire de la chaîne de crèmes glacées Dairy Queen a intenté un procès[11].
- Le film marque les débuts d'Amy Adams, dont c'est le premier rôle au cinéma. Elle s'est fait remarquer par un producteur de cinéma dans une salle de spectacle où elle travaillait comme danseuse, dans le Minnesota, où est tourné le film.
- Le film, traitant l'histoire sur un mode critique et sarcastique, a fait également l'objet d'une parodie dans Scary Movie, avec la scène du concours de beauté auquel participe Buffy.

## Distinctions
- Festival international du film de Karlovy Vary 1999 : prix FIPRESCI, mention spéciale pour Michael Patrick Jann
- Festival international du film de Karlovy Vary 1999 : sélection en compétition pour le Globe de cristal au pour Michael Patrick Jann

### DVD
Le film est disponible à la vente depuis le 14 octobre 2004[Où ?]. Une édition collector est aussi disponible dès le 21 février 2001 et le 21 octobre 2004.